# Mandagout
Mandagout là một xã trong vùng hành chính Occitanie, thuộc tỉnh Gard, quận Le Vigan, tổng Le Vigan. Tọa độ địa lý của xã là 44° 01' vĩ độ bắc, 03° 34' kinh độ đông. Mandagout nằm trên độ cao trung bình là m mét trên mực nước biển, có điểm thấp nhất là 239 mét và điểm cao nhất là 1.240 mét. Xã có diện tích 15,12 km², dân số vào thời điểm 1999 là 331 người; mật độ dân số là 21 người/km².

## Thông tin nhân khẩu
| 1962 | 1968 | 1975 | 1982 | 1990 | 1999 |
| ---- | ---- | ---- | ---- | ---- | ---- |
| 246  | 296  | 250  | 255  | 290  | 331  |